# Labbe parasite
Stercorarius parasiticus
Espèce
Statut de conservation UICN

 LC  : Préoccupation mineure
Le Labbe parasite (Stercorarius parasiticus) est une espèce d'oiseaux de la famille des stercorariidés.

## Identification
L'identification du Labbe parasite est compliquée par ses similitudes avec le Labbe à longue queue et le Labbe pomarin, ainsi que par l'existence de trois phases de couleur. Les labbes parasites comptent parmi les plus petits des labbes avec une longueur moyenne de 41 centimètres, en excluant les plumes centrales de la queue de l'adulte en été qui peut ajouter 7 centimètres supplémentaires. En phase claire, les adultes ont un dos brun, une poitrine essentiellement blanche. Les plumes des ailes sont sombres avec un éclair blanc. La tête et le cou sont blanc jaunâtre avec une tache noire. En phase sombre, les adultes sont brun foncé. En phase intermédiaire, enfin, les labbes parasites sont sombres avec une poitrine, une tête et un cou un peu plus clairs. La trace blanche sur les ailes est présente chez les trois phases.
Le Labbe parasite est généralement silencieux, à l'exception des moments où il se trouve à terre.

## Distribution

Le labbe parasite niche au nord de l'Atlantique et du Pacifique. Le nord de l’Écosse semble être la région la plus au sud où des populations significatives de labbes parasites peuvent être trouvées. Il s'agit d'un oiseau migrateur passant l'été dans les mers du sud.

## Reproduction
Le labbe parasite niche dans la toundra sèche, sur les hautes falaises et les îles et pond jusqu'à quatre œufs brun-olive.
Comme les autres espèces de labbes, le labbe parasite peut attaquer les êtres humains qui s'approcheraient trop de son nid. Les blessures infligées ne sont pas dangereuses, mais l'expérience peut être très désagréable.

## Régime alimentaire
Le labbe parasite se nourrit de rongeurs (lemmings et campagnols notamment), de baies, d'insectes et de petits oiseaux. Il dérobe également les prises de certaines espèces de mouettes et de sternes, ce qui leur a valu leur nom.

## Galerie d'images

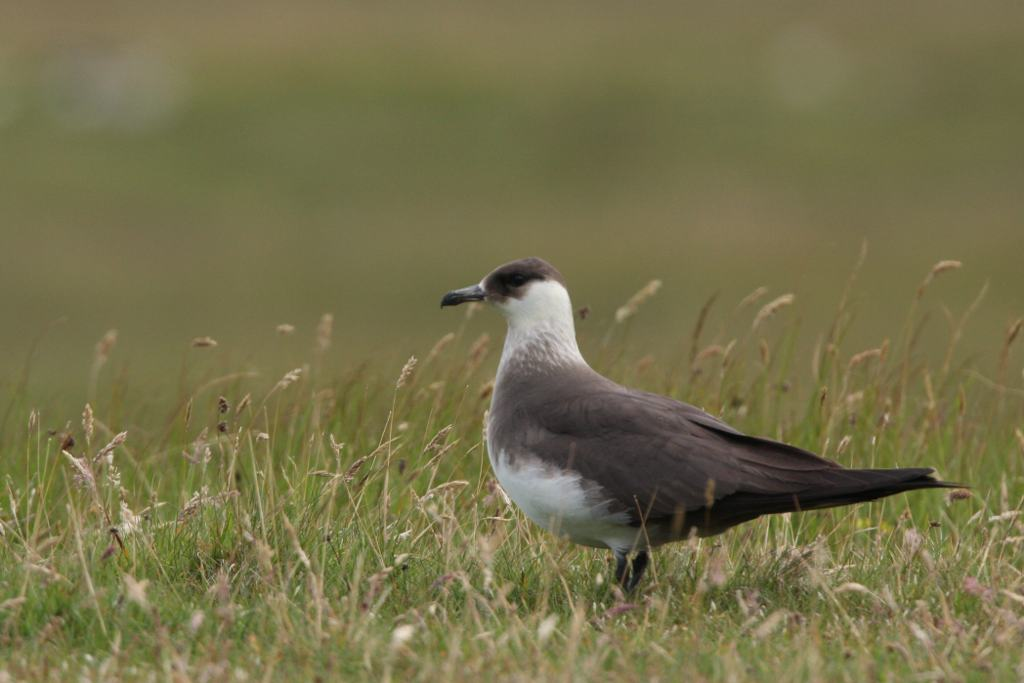
Labbe parasite (forme claire)
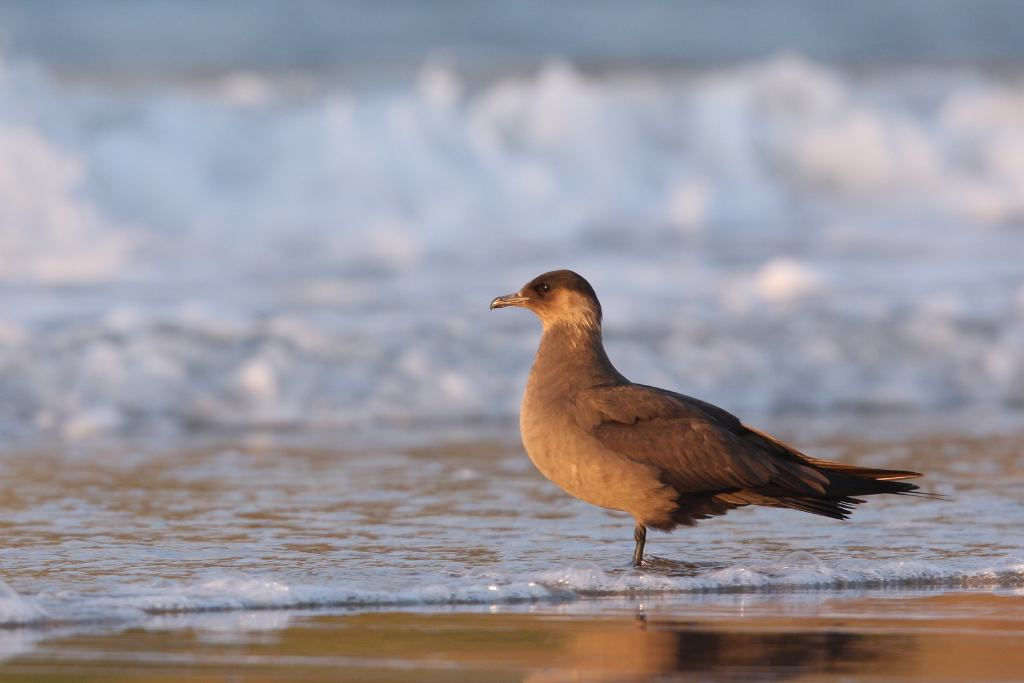
Labbe parasite (forme sombre)
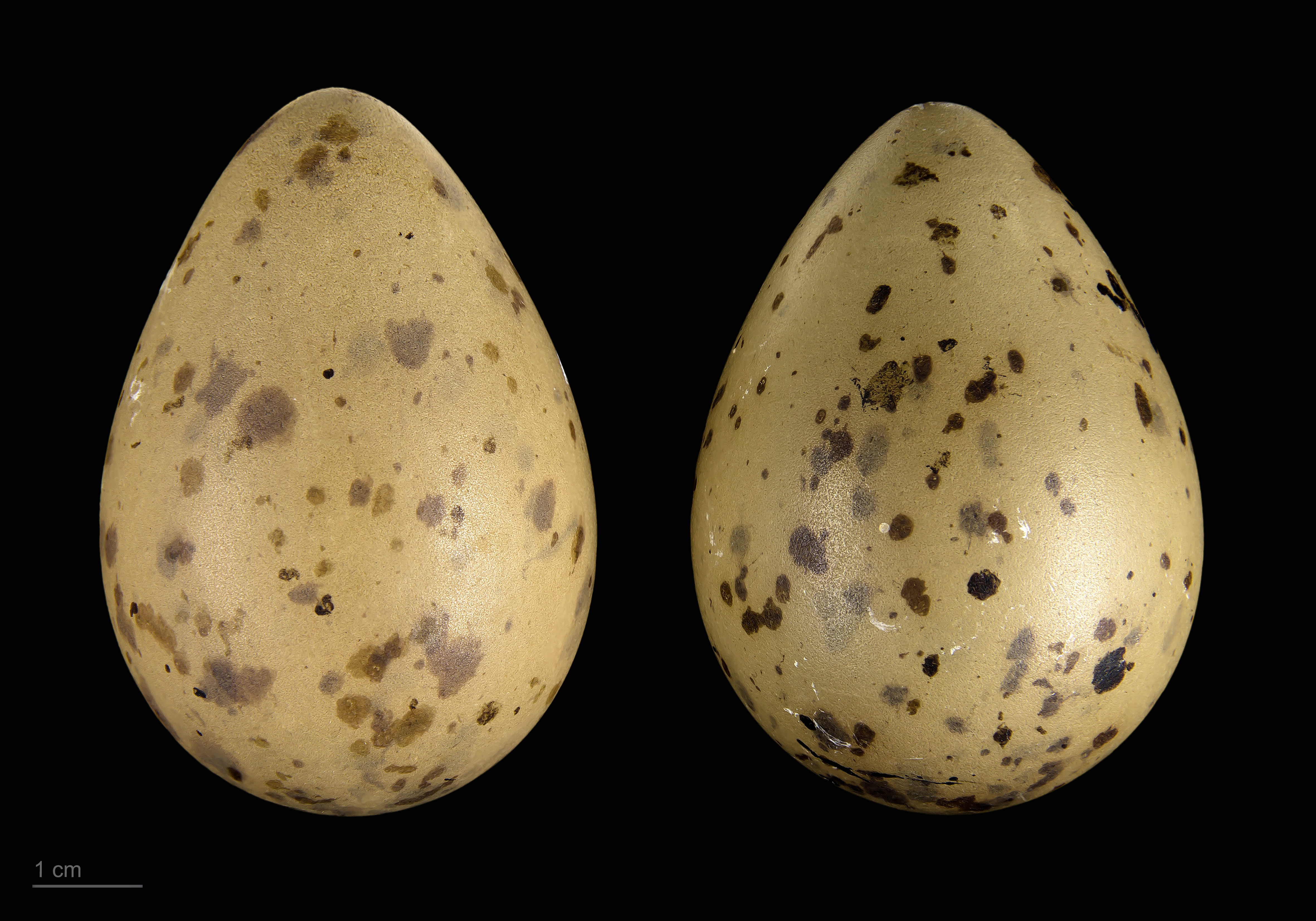
Œufs de Stercorarius parasiticus -  Muséum de Toulouse